# Mieke Coppens-Frehe
Maria (Mieke) Coppens-Frehe (Dordrecht, 1940) is een Nederlands beeldhouwer en medailleur..

## Leven en werk
Mieke Frehe werd opgeleid aan de Academie voor Beeldende Kunsten Sint-Joost in Breda en aan de Jan van Eyck Academie in Maastricht als leerling van Fred Carasso. In 1964 werd in Madurodam een tentoonstelling gehouden met kleinplastiek van leerlingen van de Maastrichtse academie. Mieke Frehe kreeg daar de Madurodam-prijs of Werninkprijs toegekend. In datzelfde jaar ontving ze de prijs van de gemeente Heer en later een aanmoedigingsprijs van de gemeente Eindhoven. In 1969 trouwde ze met G.F.B. Coppens. Ze maakte diverse penningen, wandsculpturen, vrijstaande beelden en kleinplastiek in brons. In 1995 vestigde ze zich in België.

## Werken
- Penning van de Merwe (1966), een van de penningen van de Rotterdamse Kunststichting
- wandsculptuur (1967) voor de grafische school, Eindhoven
- Groei (1969), Dommeloever, Eindhoven
- wandsculptuur (1975) voor het psychiatrisch ziekenhuis, Terheijden
- Reepmaker (1982), Van Tuijllaan, Schijndel
- Gestelse Blauwbuik (1986), Franz Léharplein, Eindhoven-Gestel
- Vogelmens (1986), Maartensheem, Hillegom
- Uil (1990), bij de Grote Kerk, Vlijmen
- Rietsnijder (1993), Raamsdonksveer

## Fotogalerij

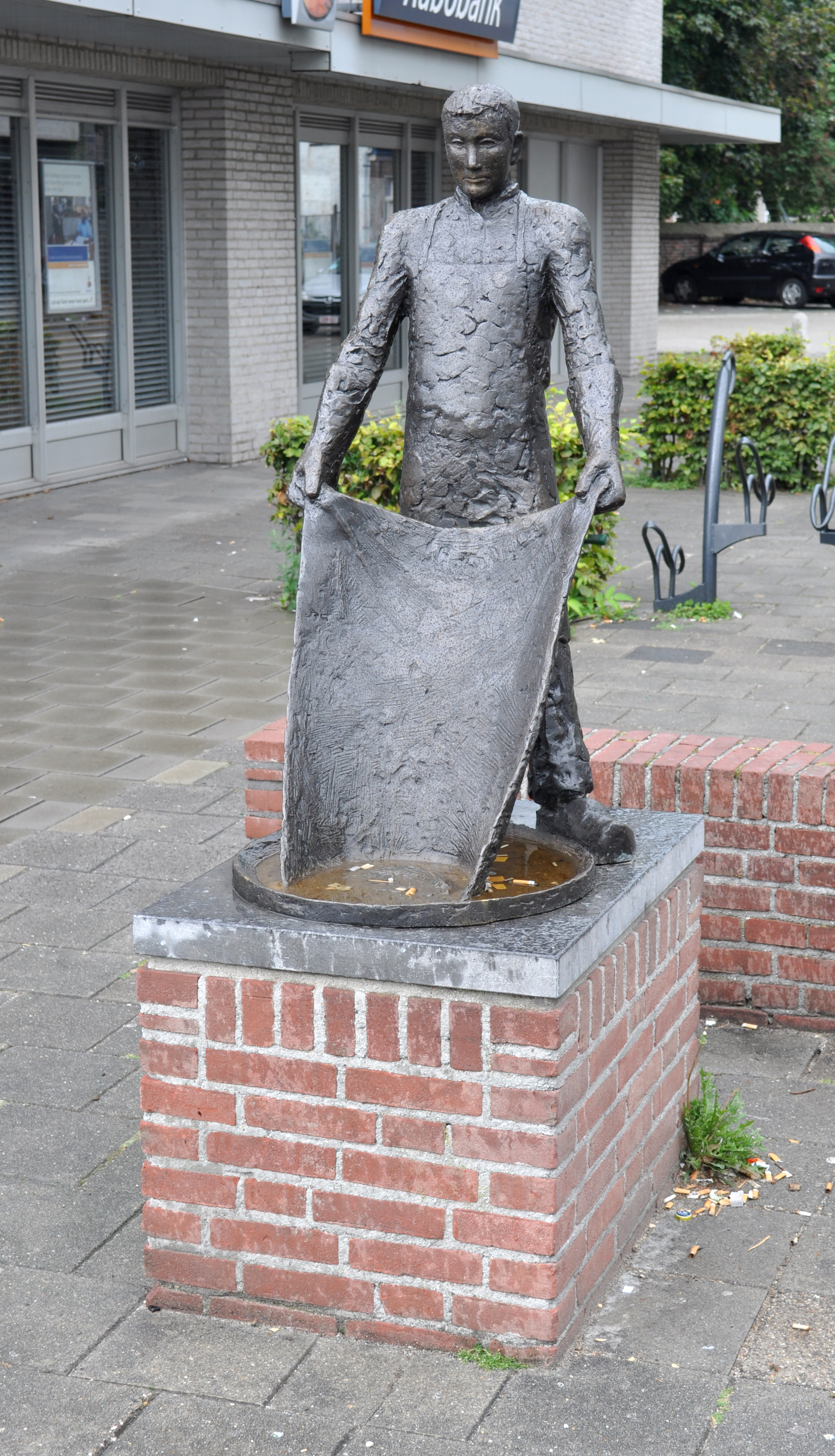
Gestelse Blauwbuik (1986), Gestel
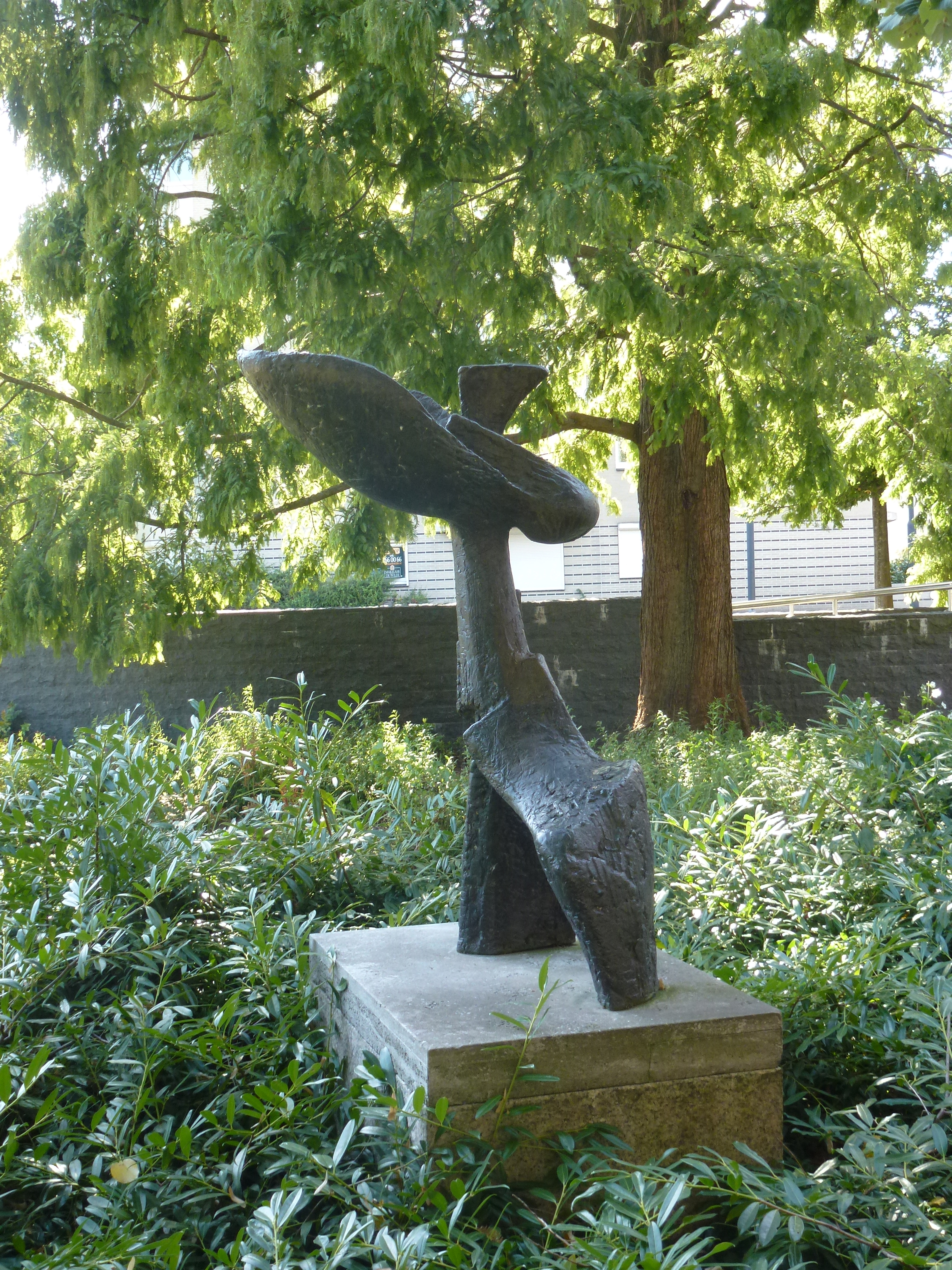
Groei (1969), Eindhoven

- RKD-Nederlands Instituut voor Kunstgeschiedenis: 98068